# كابروني للطائرات
شركة كابروني للطائرات هي شركة إيطالية سابقة لصناعة الطائرات. يعود تاريخ نشأتها لعام 1908 عندما قام جيوفاني باتيستا كابروني بتأسسيس الشركة وقام بتصنيع أول طائرة عام 1911.
خلال الحرب العالمية الأولى، قام كابروني بإنتاج مجموعة ناجحة من القاذفات الثقيلة، استخدمتها القوات الجوية لكل من إيطاليا، فرنسا، بريطانيا، والولايات المتحدة. ما بين الحربين العالميتين، تطورت كابروني إلي مؤسسة ضخمة تحت اسم مؤسسة كابروني الإيطالية بميلانو، حيث قامت بشراء عدد من صغار المصنيعين. الأقسام الرئيسية كانت كابروني بيرجامسكا، كابروني فيزولا، ريجياني، ومصنع المحركات إيزوتا-فراشيني.
ما بين الحربين، أنتجت كابروني القاذفات وطائرات النقل الخفيف بشكل أساسي. توقف المجموعة عام 1950، إلا أن كابروني فيزولا صمدت حتى عام 1983 عندما اشترتها أغستا.

## الطائرات
الحرب العالمية الأولى
- كابروني كا.1
- كابروني كا.3
- كابروني كا.4
- كابروني كا.5
- كابروني كا.18
- كابروني كا.20

ما بين الحربين
- كابروني كا.60
- كابروني كا.70
- كابروني كا.71
- كابروني كا.100
- كابروني كا.114
- كابروني سي إتش.1

الحرب العالمية الثانية
- كابروني كا.101
- كابروني كا.111
- كابروني كا.133
- كابروني كا.135
- كابروني كا.309
- كابروني كا.310
- كابروني كا.311
- كابروني كا.312
- كابروني كا.313
- كابروني كا.314
- كابروني كا.316
- كابروني كامبيني إن.1
- كابروني ستيبا